# Raph Koster
Pour les articles homonymes, voir Koster.
Raph Koster, né le 7 septembre 1971 est connu pour être un créateur de jeux en ligne massivement multijoueur.

## Présentation
Il travaille à Sony Online Entertainment comme officier de création (creative officer).
Il travaille actuellement sur Star Wars Galaxies. Précédemment, il était lead designer pour Ultima Online. Il y était connu en tant que Designer Dragon, mais il est aussi connu comme Ptah, un des concepteurs de LegendMUD. Il est Holocron sur SWG, mais il utilise de plus en plus son vrai nom.
Il est assez connu dans le monde de la création de MMORPG.